# Saison 19 de Doctor Who, première série
Chronologie
Saison 18 Saison 20
Cet article présente les épisodes de la 19e saison de la première série de la série télévisée Doctor Who.

## Distribution
- Peter Davison : Cinquième Docteur
- Janet Fielding : Tegan Jovanka
- Sarah Sutton : Nyssa
- Matthew Waterhouse : Adric
- Anthony Ainley : Le Maître
- Tom Baker : Quatrième Docteur (jusqu'à Castrovalva)

## Liste des épisodes
| N°  | Part. | Titre original                | Scénario               | Réalisation    | Première diffusion au Royaume-Uni                               | Code | Audience (en millions) |
| --- | ----- | ----------------------------- | ---------------------- | -------------- | --------------------------------------------------------------- | ---- | ---------------------- |
| 116 | 1     | Castrovalva (4 épisodes)      | Christopher H. Bidmead | Fiona Cumming  | 4 janvier 1982 5 janvier 1982 11 janvier 1982 12 janvier 1982   | 5Z   | 9,1 8,6 10,2 10,4      |
| 117 | 2     | Four to Doomsday (4 épisodes) | Terence Dudley         | John Black     | 18 janvier 1982 19 janvier 1982 25 janvier 1982 26 janvier 1982 | 5W   | 8,4 8,8 8,9 9,4        |
| 118 | 3     | Kinda (4 épisodes)            | Christopher Bailey     | Peter Grimwade | 1er février 1982 2 février 1982 8 février 1982 9 février 1982   | 5Y   | 8,4 9,4 8,5 8,9        |
| 119 | 4     | The Visitation (4 épisodes)   | Eric Saward            | Peter Moffatt  | 15 février 1982 16 février 1982 22 février 1982 23 février 1982 | 5X   | 9,1 9,3 9,9 10,1       |
| 120 | 5     | Black Orchid (2 épisodes)     | Terence Dudley         | Ron Jones      | 1er mars 1982 2 mars 1982                                       | 6A   | 9,9 10,1               |
| 121 | 6     | Earthshock (4 épisodes)       | Eric Saward            | Peter Grimwade | 8 mars 1982 9 mars 1982 15 mars 1982 16 mars 1982               | 6B   | 9,1 8,8 9,8 9,6        |
| 122 | 7     | Time-Flight (4 épisodes)      | Peter Grimwade         | Ron Jones      | 23 mars 1982 24 mars 1982 30 mars 1982 31 mars 1982             | 6C   | 10 8,5 8,9 8,1         |